# 2023年のカタルーニャグランプリ
2023年カタルーニャグランプリは、ロードレース世界選手権の2023年シーズン第11戦として、9月2~3日にスペインのカタロニア・サーキットで開催された。